# 尤爾基夫齊 (切梅里夫齊區)
49°1′40″N 26°20′28″E / 49.02778°N 26.34111°E
尤爾基夫齊（烏克蘭語：Юрківці），是烏克蘭西部的村莊，隸屬赫梅利尼茨基州的卡緬涅茨-波多利斯基區。該村始建於1578年，面積2.29平方公里，海拔高度271米，2001年人口869，人口密度每平方公里379.8人。